# Torricola

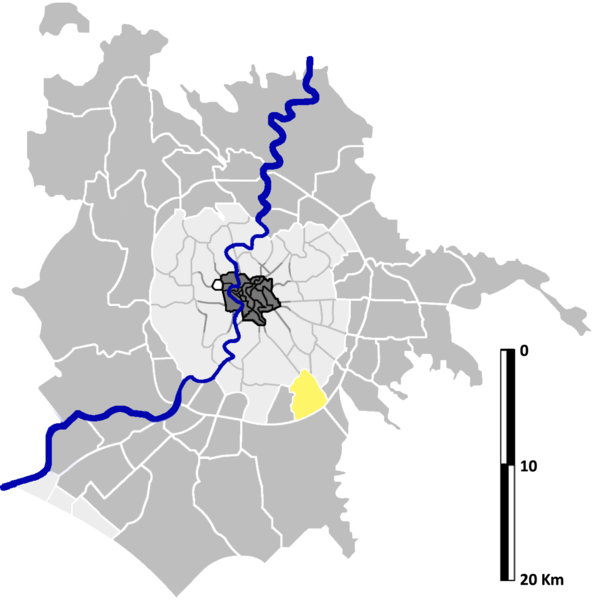
Localisation de Torricola sur la carte administrative de Rome.

Torricola est une zona di Roma (zone de Rome) située au sud-est de Rome dans l'Agro Romano en Italie. Elle est désignée dans la nomenclature administrative par Z.XXI et fait partie du Municipio VIII. Sa population est de 937 habitants répartis sur une superficie de 9,57 km2.